# Produlești
Produleşti é uma comuna romena localizada no distrito de Dâmboviţa, na região de Muntênia. A comuna possui uma área de 29.55 km² e sua população era de 3419 habitantes segundo o censo de 2007 da comuna.